# Le Tube
Pour les articles homonymes, voir Tube.
Le Tube est une émission de télévision française sur l'actualité des médias diffusée chaque samedi à 12 h 45 sur Canal+ du 14 septembre 2013 au 23 juin 2018. Diffusée entièrement en clair durant les trois premières saisons, l'émission comporte de la saison 4 à la dernière une première partie diffusée en crypté puis une deuxième partie diffusée en clair à partir du 10 septembre 2016. 
L'émission est présentée par Daphné Bürki, de la saison 1 à 2, Ophélie Meunier, durant la saison 3, et Isabelle Ithurburu pour les deux dernières saisons..
L'émission a fêté son 100e numéro le 27 février 2016.

## Concept
Succédant à l'émission Le Supplément de Maïtena Biraben sur la grille des programmes, Le Tube est présenté par Canal+ comme un décodage de « l'univers des médias avec rigueur et bonne humeur. À l'heure de la surmédiatisation et de la vélocité des réseaux sociaux, Le Tube répond avec malice à toutes les questions que tout le monde se pose sur les grands médias et ceux qui les animent ».
Il s'agit de la 5e émission de Canal+ consacrée à l'actualité des médias, après Télés Dimanche (1992-1996), TV+ (1996-2000), + Clair (2001-2009) et Pop Com (2009-2010).

## Séquences

### Séquences actuelles
- Les idées fixes : retour sur trois infos médias de la semaine.
- À suivre... : actualité des séries par Christian Desplaces.
- Ouh la la : retour humoristique sur l'actualité des célébrités et des médias.

Depuis la saison 3, une dernière question est posée à l'invité après le générique de fin.

### Anciennes séquences
Saisons 1 & 2
- Les tubes de la semaine
- La télé des boloss (saison 1)
- La lettre à...
- Le portrait de l'invité
- La question main dans la main
- La question pot de yaourt
- Les experts des séries
- La semaine télé de Monsieur Q (saison 2)

Avant son interview, l'invité de l'émission doit "jurer de dire la vérité, rien que la vérité" sur leur "vie médiatique et peut-être un peu plus" en prêtant serment sur la "Bible du Tube" (Saison 1 et 3).
Séquences (saisons 3)
- L'acTube
- L'enquête du Tube
- Le Tube d'avance
- Tu préfères...?

### Saison 1 (2013-2014)
Daphné Bürki prend la tête de la toute nouvelle émission médias de Canal + après avoir passé une année aux côtés de Michel Denisot dans le Grand Journal.
Pour la première émission de la saison 1, Le Tube accueille Gilles Bouleau et réunit 428 000 téléspectateurs, soit 2,9 % du public.
Le record d'audience de la saison 1 est l'émission du 23 novembre 2013 avec une part de marché de 4,3 % et 714 000 téléspectateurs (invité : Cyril Hanouna). 

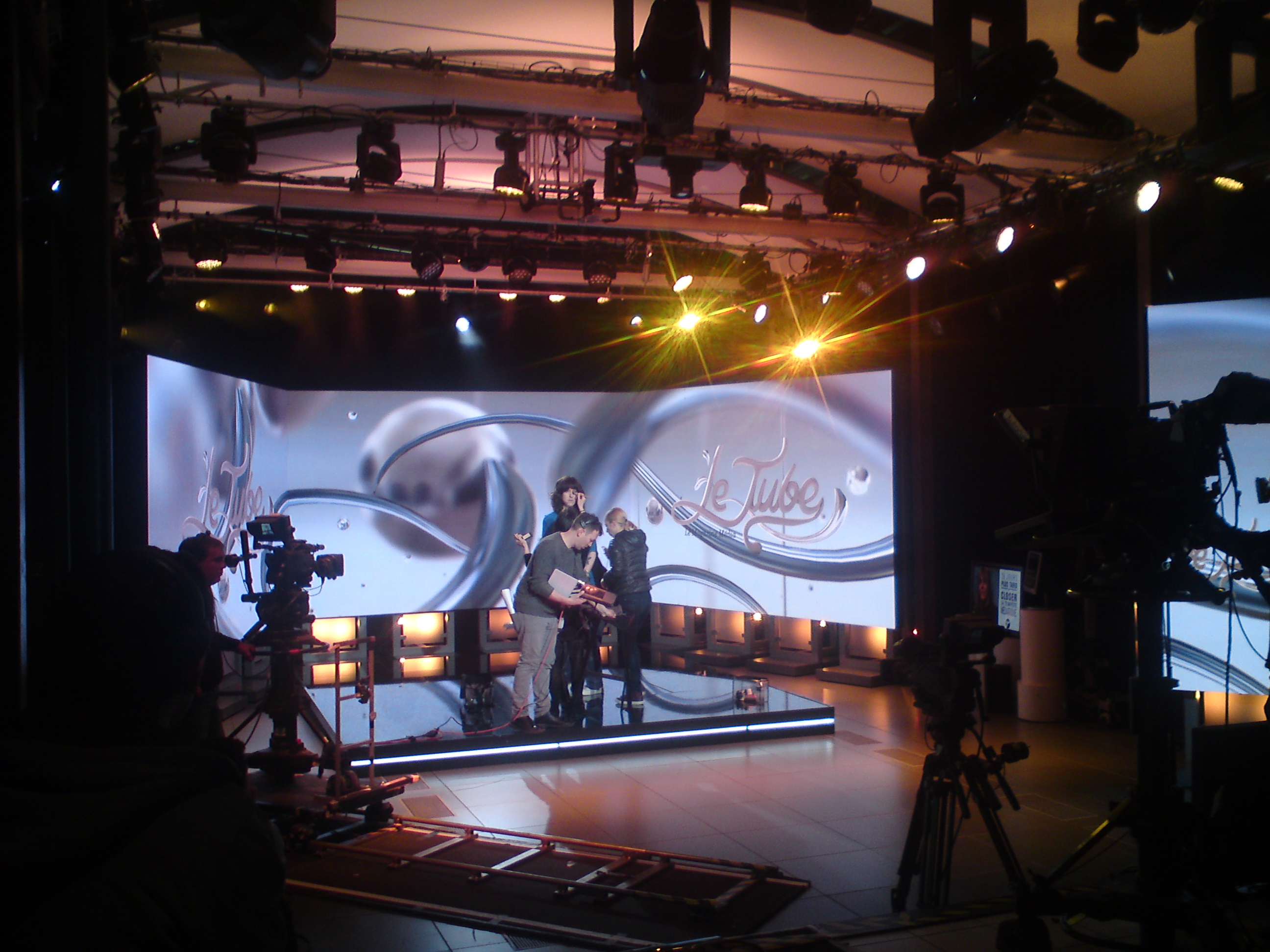
Plateau de tournage de l'émission Le Tube sur Canal + (Saison 1) avec Daphné Burki.

### Saison 2 (2014-2015)
Daphné Bürki rempile pour une année à la présentation de l'émission médias de Canal +.
La première émission de la saison 2 est regardée par 446 000 téléspectateurs avec une part de marché de 3,3 % 
Le record d'audience toutes saisons confondues est l'émission du 1er novembre 2014 en partie consacrée aux 30 ans de Canal +. La part de marché s’élève à 5 % avec 700 000 téléspectateurs. Il s’agit de la meilleure performance d’un programme en clair sur Canal+ sur cette tranche depuis 2010. 

### Saison 3 (2015-2016)
Ophélie Meunier, venant de la Nouvelle Édition sur Canal +, remplace Daphné Bürki à la présentation qui elle arrive à la tête de l'émission La Nouvelle Édition en remplacement d'Ali Baddou.
La première émission de la saison 3 est regardée par 364 000 téléspectateurs avec une part de marché de 2,4 %.
Le record d'audience de la saison 3 est l'émission du 30 janvier 2016 avec 609 000 téléspectateurs et une part de marché de 3,9 % (invitée : Anne Sinclair) .

### Saison 4 (2016-2017)
Isabelle Ithurburu (service des sports de Canal +) prend en main l'émission médias de la même chaîne car Ophélie Meunier part pour M6.
La première émission de la saison 4 est regardée par 144 000 téléspectateurs avec une part de marché de 1,1 %.

### Saison 5 (2017-2018)
Isabelle Ithurburu est à nouveau à la tête de l'émission médias de Canal +.
À partir de cette saison, l'émission accueille deux invités par émission et est coupée en deux parties.

## Générique
La musique du générique de l'émission est composée par le groupe français de pop progressive Sarah W Papsun avec le morceau Night extrait de l'album Péplum.

## Audiences
| Chaîne | Présentateurs      | Date de diffusion         | Invité principal                                             | Audience moyenne          | Audience moyenne     | Références           |
| Chaîne | Présentateurs      | Date de diffusion         | Invité principal                                             | Nombre de téléspectateurs | PDM                  | Références           |
| ------ | ------------------ | ------------------------- | ------------------------------------------------------------ | ------------------------- | -------------------- | -------------------- |
| Canal+ | Daphné Bürki       | Saison 1 (2013/2014)      | Saison 1 (2013/2014)                                         | Saison 1 (2013/2014)      | Saison 1 (2013/2014) | Saison 1 (2013/2014) |
| Canal+ | Daphné Bürki       | Samedi 14 septembre 2013  | Gilles Bouleau                                               | 428 000                   | 2,9 %                | [ 8 ]                |
| Canal+ | Daphné Bürki       | Samedi 23 novembre 2013   | Cyril Hanouna                                                | 714 000                   | 4,3 %                | [ 9 ]                |
| Canal+ | Daphné Bürki       | Saison 2 (2014/2015)      |                                                              |                           |                      |                      |
| Canal+ | Daphné Bürki       | Samedi 1er novembre 2014  | Christophe Hondelatte                                        | 700 000                   | 5 %                  | [ 10 ]               |
| Canal+ | Daphné Bürki       | Samedi 28 mars 2015       | Bertrand Chameroy et Camille Combal                          | 680 000                   | 4,2 %                | [ 11 ]               |
| Canal+ | Ophélie Meunier    | Saison 3 (2015/2016)      | Saison 3 (2015/2016)                                         | Saison 3 (2015/2016)      | Saison 3 (2015/2016) | Saison 3 (2015/2016) |
| Canal+ | Ophélie Meunier    | Samedi 12 septembre 2015  | Léa Salamé                                                   | 364 000                   | 2,4 %                | [ 12 ]               |
| Canal+ | Ophélie Meunier    | Samedi 21 novembre 2015   | Patrick Cohen, Bruce Toussaint et Jean-Luc Lemoine           | 516 000                   | 3,2 %                | [ 13 ]               |
| Canal+ | Ophélie Meunier    | Samedi 28 novembre 2015   | Hakima Dharhmouch et Thomas Sotto                            | --                        | --                   | /                    |
| Canal+ | Ophélie Meunier    | Samedi 5 décembre 2015    | Yves Le Rolland et Natacha Polony                            | 454 500                   | 3 %                  | [ 14 ]               |
| Canal+ | Ophélie Meunier    | Samedi 12 décembre 2015   | Laurence Ferrari                                             | 347 000                   | 2,2 %                | [ 15 ]               |
| Canal+ | Ophélie Meunier    | Samedi 19 décembre 2015   | Nagui                                                        | --                        | --                   | /                    |
| Canal+ | Ophélie Meunier    | Samedi 26 décembre 2015   | Best-of                                                      | --                        | --                   | /                    |
| Canal+ | Ophélie Meunier    | Samedi 9 janvier 2016     | Dominique Rizet                                              | --                        | --                   | /                    |
| Canal+ | Ophélie Meunier    | Samedi 16 janvier 2016    | Yann Moix                                                    | 593 000                   | 3,8 %                | [ 16 ]               |
| Canal+ | Ophélie Meunier    | Samedi 23 janvier 2016    | Sonia Devillers et Camille Combal                            | --                        | --                   | /                    |
| Canal+ | Ophélie Meunier    | Samedi 30 janvier 2016    | Anne Sinclair                                                | 613 000                   | 3,9 %                | [ 17 ]               |
| Canal+ | Ophélie Meunier    | Samedi 6 février 2016     | Cristina Córdula                                             | 558 000                   | 3,8 %                | [ 18 ]               |
| Canal+ | Ophélie Meunier    | Samedi 13 février 2016    | Jean-Michel Aphatie                                          | 412 000                   | 2,8 %                | [ 19 ]               |
| Canal+ | Ophélie Meunier    | Samedi 20 février 2016    | Samuel Étienne et Catherine Barma                            | 493 000                   | 3,2 %                | [ 20 ]               |
| Canal+ | Ophélie Meunier    | Samedi 27 février 2016    | Nicolas de Tavernost                                         | 464 000                   | 2,9 %                | [ 21 ]               |
| Canal+ | Ophélie Meunier    | Samedi 7 mars 2016        | Stéphane Guillon                                             | 423 000                   | 2,7 %                | [ 22 ]               |
| Canal+ | Ophélie Meunier    | Samedi 12 mars 2016       | Alessandra Sublet                                            | 433 000                   | 3,1 %                | [ 23 ]               |
| Canal+ | Ophélie Meunier    | Samedi 19 mars 2016       | Ruth Elkrief                                                 | 402 000                   | 2,8 %                | [ 24 ]               |
| Canal+ | Ophélie Meunier    | Samedi 26 mars 2016       | Xavier de Moulins                                            | 457 000                   | 3,2 %                | [ 25 ]               |
| Canal+ | Ophélie Meunier    | Samedi 2 avril 2016       | /                                                            | 487 000                   | 3,2 %                | [ 26 ]               |
| Canal+ | Ophélie Meunier    | Samedi 9 avril 2016       | Julien Lepers                                                | 547 000                   | 3,8 %                | [ 27 ]               |
| Canal+ | Ophélie Meunier    | Samedi 16 avril 2016      | Dana Hastier et Monsieur Poulpe                              | 431 000                   | 3 %                  | [ 28 ]               |
| Canal+ | Ophélie Meunier    | Samedi 23 avril 2016      | Bruno Guillon et Nicolas Demorand                            | --                        | --                   | /                    |
| Canal+ | Ophélie Meunier    | Samedi 30 avril 2016      | Jean-Marc Morandini                                          | 394 000                   | 2,7 %                | [ 29 ]               |
| Canal+ | Ophélie Meunier    | Samedi 7 mai 2016         | Marianne James et Céline Géraud                              | 322 000                   | 2,6 %                | [ 30 ]               |
| Canal+ | Ophélie Meunier    | Samedi 14 mai 2016        | Estelle Denis et Vincent Dedienne                            | --                        | --                   | /                    |
| Canal+ | Ophélie Meunier    | Samedi 21 mai 2016        | Dominique Besnehard et Aymeric Caron                         | 430 000                   | 3,3 %                | [ 31 ]               |
| Canal+ | Ophélie Meunier    | Samedi 28 mai 2016        | Bernard de La Villardière                                    | 357 000                   | 2,7 %                | [ 32 ]               |
| Canal+ | Ophélie Meunier    | Samedi 4 juin 2016        | Gilles Bouleau                                               | 388 000                   | 2,7 %                | [ 33 ]               |
| Canal+ | Ophélie Meunier    | Samedi 11 juin 2016       | Vincent Meslet et Thierry Ardisson                           | 395 000                   | 3,1 %                | [ 34 ]               |
| Canal+ | Ophélie Meunier    | Samedi 25 juin 2016       | Denis Brogniart                                              | --                        | --                   | /                    |
| Canal+ | Isabelle Ithurburu | Saison 4 (2016/2017)      | Saison 4 (2016/2017)                                         | Saison 4 (2016/2017)      | Saison 4 (2016/2017) | Saison 4 (2016/2017) |
| Canal+ | Isabelle Ithurburu | Samedi 10 septembre 2016  | Jean-Pierre Pernaut                                          | 154 000                   | 1,2 %                | [ 35 ]               |
| Canal+ | Isabelle Ithurburu | Samedi 17 septembre 2016  | Nagui                                                        | 245 000                   | 1,7 %                | [ 36 ]               |
| Canal+ | Isabelle Ithurburu | Samedi 24 septembre 2016  | Anne-Élisabeth Lemoine                                       | 147 000                   | 1,1 %                | [ 37 ]               |
| Canal+ | Isabelle Ithurburu | Samedi 1er octobre 2016   | Michel Cymes                                                 | 247 000                   | 1,7 %                | [ 38 ]               |
| Canal+ | Isabelle Ithurburu | Samedi 8 octobre 2016     | Karine Lemarchand                                            | 178 000                   | 1,3 %                | [ 39 ]               |
| Canal+ | Isabelle Ithurburu | Samedi 15 octobre 2016    | Roselyne Bachelot                                            | 233 000                   | 1,6 %                | [ 40 ]               |
| Canal+ | Isabelle Ithurburu | Samedi 22 octobre 2016    | Julien Lepers                                                | --                        | --                   | /                    |
| Canal+ | Isabelle Ithurburu | Samedi 29 octobre 2016    | Guillaume Durand                                             | 131 000                   | 1 %                  | [ 41 ]               |
| Canal+ | Isabelle Ithurburu | Samedi 5 novembre 2016    | Thomas Sotto                                                 | 282 000                   | 1,8 %                | [ 42 ]               |
| Canal+ | Isabelle Ithurburu | Samedi 12 novembre 2016   | Carole Gaessler                                              | 223 000                   | 1,5 %                | [ 43 ]               |
| Canal+ | Isabelle Ithurburu | Samedi 19 novembre 2016   | Patrick Cohen                                                | 180 000                   | 1,2 %                | [ 44 ]               |
| Canal+ | Isabelle Ithurburu | Samedi 26 novembre 2016   | Sophie Davant                                                | 163 000                   | 1,1 %                | [ 45 ]               |
| Canal+ | Isabelle Ithurburu | Samedi 3 décembre 2016    | Samuel Étienne                                               | 163 000                   | 1,1 %                | [ 46 ]               |
| Canal+ | Isabelle Ithurburu | Samedi 10 décembre 2016   | Daphné Bürki                                                 | 131 000                   | 0,9 %                | [ 47 ]               |
| Canal+ | Isabelle Ithurburu | Samedi 7 janvier 2017     | Gilles Bouleau                                               | 178 000                   | 1,1 %                | [ 48 ]               |
| Canal+ | Isabelle Ithurburu | Samedi 14 janvier 2017    | Laurence Ferrari & Ruth Elkrief                              | 142 000                   | 0,9 %                | [ 49 ]               |
| Canal+ | Isabelle Ithurburu | Samedi 21 janvier 2017    | Jean-Jacques Bourdin                                         | 159 000                   | 1 %                  | [ 50 ]               |
| Canal+ | Isabelle Ithurburu | Samedi 28 janvier 2017    | Bernard de La Villardière                                    | 136 000                   | 0,9 %                | [ 51 ]               |
| Canal+ | Isabelle Ithurburu | Samedi 4 février 2017     | Jean-Luc Lemoine                                             | 214 000                   | 1,3 %                | [ 52 ]               |
| Canal+ | Isabelle Ithurburu | Samedi 11 février 2017    | Julien Arnaud & Audrey Crespo-Mara                           | 185 000                   | 1,2 %                | [ 53 ]               |
| Canal+ | Isabelle Ithurburu | Samedi 18 février 2017    | Jérôme Commandeur                                            | 164 000                   | 1,1 %                | [ 54 ]               |
| Canal+ | Isabelle Ithurburu | Samedi 25 février 2017    | Emmanuel Chain                                               | 240 000                   | 1,5 %                | [ 55 ]               |
| Canal+ | Isabelle Ithurburu | Samedi 4 mars 2017        | Thierry Ardisson                                             | 219 000                   | 1,4 %                | [ 56 ]               |
| Canal+ | Isabelle Ithurburu | Samedi 11 mars 2017       | Yves Calvi & Élizabeth Martichoux                            | 125 000                   | 0,9 %                | [ 57 ]               |
| Canal+ | Isabelle Ithurburu | Samedi 18 mars 2017       | Olivier Truchot & Alain Marschall                            | 232 000                   | 1,5 %                | [ 58 ]               |
| Canal+ | Isabelle Ithurburu | Samedi 25 mars 2017       | Christophe Dechavanne                                        | 183 000                   | 1,2 %                | [ 59 ]               |
| Canal+ | Isabelle Ithurburu | Samedi 1er avril 2017     | Denis Brogniart                                              | 160 000                   | 1,1 %                | [ 60 ]               |
| Canal+ | Isabelle Ithurburu | Samedi 8 avril 2017       | Pierre Ménès                                                 | 78 000                    | 0,6 %                | [ 61 ]               |
| Canal+ | Isabelle Ithurburu | Samedi 15 avril 2017      | Dominique Besnehard                                          | 114 000                   | 0,8 %                | [ 62 ]               |
| Canal+ | Isabelle Ithurburu | Samedi 22 avril 2017      | Thomas Thouroude                                             | 103 000                   | 0,7 %                | [ 63 ]               |
| Canal+ | Isabelle Ithurburu | Samedi 29 avril 2017      | David Pujadas                                                | 133 000                   | 1 %                  | [ 64 ]               |
| Canal+ | Isabelle Ithurburu | Samedi 6 mai 2017         | Nikos Aliagas                                                | 177 000                   | 1,2 %                | [ 65 ]               |
| Canal+ | Isabelle Ithurburu | Samedi 13 mai 2017        | Michel Denisot                                               | 185 000                   | 1,3 %                | [ 66 ]               |
| Canal+ | Isabelle Ithurburu | Samedi 20 mai 2017        | Camille Combal                                               | 257 000                   | 1,8 %                | [ 67 ]               |
| Canal+ | Isabelle Ithurburu | Samedi 27 mai 2017        | Frédéric Lopez                                               | 137 000                   | 1,1 %                | [ 68 ]               |
| Canal+ | Isabelle Ithurburu | Samedi 3 juin 2017        | Fabienne Sintès & Jean-Michel Aphatie                        | 150 000                   | 1,1 %                | [ 69 ]               |
| Canal+ | Isabelle Ithurburu | Samedi 10 juin 2017       | Natacha Polony                                               | 146 000                   | 1,1 %                | [ 70 ]               |
| Canal+ | Isabelle Ithurburu | Samedi 17 juin 2017       | Ophélie Meunier                                              | 186 000                   | 1,4 %                | [ 71 ]               |
| Canal+ | Isabelle Ithurburu | Samedi 24 juin 2017       | Philippe Manœuvre et Cyprien                                 | 147 000                   | 1,1 %                | [ 72 ]               |
| Canal+ | Isabelle Ithurburu | Moyennes de la saison     | Moyennes de la saison                                        | 174 000                   | 1,1 %                |                      |
| Canal+ | Isabelle Ithurburu | Saison 5 (2017/2018)      |                                                              |                           |                      |                      |
| Canal+ | Isabelle Ithurburu | Samedi 9 septembre 2017   | Alex Vizorek et Laurent Ruquier                              | 136 000                   | 0,9 %                |                      |
| Canal+ | Isabelle Ithurburu | Samedi 16 septembre 2017  | Bigflo et Oli, Léa Salamé & Nicolas Demorand                 | 171 500                   | 1,2 %                | [ 73 ]               |
| Canal+ | Isabelle Ithurburu | Samedi 23 septembre 2017  | Matthieu Noël et Michel Cymes                                | 191 000                   | 1,4 %                | [ 74 ]               |
| Canal+ | Isabelle Ithurburu | Samedi 30 septembre 2017  | Fanny Agostini, Patrick Cohen et Manu Payet                  | 246 000                   | 1,7 %                | [ 75 ]               |
| Canal+ | Isabelle Ithurburu | Samedi 7 octobre 2017     | Thomas Thouroude et Jeremstar                                | 134 000                   | 1 %                  | [ 76 ]               |
| Canal+ | Isabelle Ithurburu | Samedi 14 octobre 2017    | Julien Doré et Mathieu Madénian & Thomas VDB                 | 185 000                   | 1,4 %                | [ 77 ]               |
| Canal+ | Isabelle Ithurburu | Samedi 21 octobre 2017    | Anne-Claire Coudray et Mademoiselle Agnès                    | 171 000                   | 1,2 %                | [ 78 ]               |
| Canal+ | Isabelle Ithurburu | Samedi 28 octobre 2017    | Shy'm et Muriel Robin                                        | 172 000                   | 1,3 %                | [ 79 ]               |
| Canal+ | Isabelle Ithurburu | Samedi 4 novembre 2017    | Mélissa Theuriau et Xavier de Moulins                        | 132 500                   | 1 %                  | [ 80 ]               |
| Canal+ | Isabelle Ithurburu | Samedi 11 novembre 2017   | Brigitte et Édouard Baer                                     | 185 500                   | 1,2 %                | [ 81 ]               |
| Canal+ | Isabelle Ithurburu | Samedi 18 novembre 2017   | Stéphane Bern et Laurence Bloch                              | 164 500                   | 1,1 %                | [ 82 ]               |
| Canal+ | Isabelle Ithurburu | Samedi 25 novembre 2017   | Zabou Breitman et Faustine Bollaert                          | 174 500                   | 1,2 %                | [ 83 ]               |
| Canal+ | Isabelle Ithurburu | Samedi 2 décembre 2017    | Étienne Dahot et Michel Denisot                              | 145 500                   | 0,9 %                | [ 84 ]               |
| Canal+ | Isabelle Ithurburu | Samedi 9 décembre 2017    | Antoine de Caunes et Thomas Sotto                            | 79 000                    | 0,3 %                | [ 85 ]               |
| Canal+ | Isabelle Ithurburu | Samedi 16 décembre 2017   | Best-of (Michel Cymes)                                       | 131 000                   | 0,9 %                | [ 86 ]               |
| Canal+ | Isabelle Ithurburu | Samedi 23 décembre 2017   | Best-of (Jeremstar)                                          | --                        | --                   | /                    |
| Canal+ | Isabelle Ithurburu | Mardi 26 décembre 2017    | Jean-Pierre Pernaut                                          | 121 000                   | 0,5 %                | [ 87 ]               |
| Canal+ | Isabelle Ithurburu | Mercredi 27 décembre 2017 | Augustin Trapenard                                           | 106 000                   | 0,5 %                | [ 88 ]               |
| Canal+ | Isabelle Ithurburu | Jeudi 28 décembre 2017    | Christophe Dechavanne                                        | 115 000                   | 0,5 %                | [ 89 ]               |
| Canal+ | Isabelle Ithurburu | Vendredi 29 décembre 2017 | Frédéric Lopez                                               | 99 000                    | 0,4 %                | [ 90 ]               |
| Canal+ | Isabelle Ithurburu | Samedi 13 janvier 2018    | Chris Esquerre et David Pujadas                              | 103 500                   | 0,9 %                | [ 91 ]               |
| Canal+ | Isabelle Ithurburu | Samedi 20 janvier 2018    | Michèle Bernier et Bruce Toussaint                           | 151 500                   | 1 %                  | [ 92 ]               |
| Canal+ | Isabelle Ithurburu | Samedi 27 janvier 2018    | Vianney et Harry Roselmack                                   | 225 500                   | 1,5 %                | [ 93 ]               |
| Canal+ | Isabelle Ithurburu | Samedi 3 février 2018     | Michaël Youn et Philippe Etchebest                           | 123 000                   | 0,8 %                | [ 94 ]               |
| Canal+ | Isabelle Ithurburu | Samedi 10 février 2018    | Daniel Morin et Élisabeth Quin                               | 167 000                   | 1 %                  | [ 95 ]               |
| Canal+ | Isabelle Ithurburu | Samedi 17 février 2018    | Hugo Clément et Jean-Pierre Pernaut                          | 141 000                   | 0,9 %                | [ 96 ]               |
| Canal+ | Isabelle Ithurburu | Samedi 24 février 2018    | Élie Semoun & Jeanfi Janssens et Manu Payet                  | 135 500                   | 0,8 %                | [ 97 ]               |
| Canal+ | Isabelle Ithurburu | Samedi 3 mars 2018        | Jean-Luc Reichmann et Sonia Rolland                          | 167 500                   | 1,2 %                | [ 98 ]               |
| Canal+ | Isabelle Ithurburu | Samedi 10 mars 2018       | Marina Carrère d'Encausse & Michel Cymes et Véronique Gallot | 146 000                   | 0,9 %                | [ 99 ]               |
| Canal+ | Isabelle Ithurburu | Samedi 17 mars 2018       | Jean-Luc Lemoine et Anne Nivat                               | 214 500                   | 1,4 %                | [ 100 ]              |
| Canal+ | Isabelle Ithurburu | Samedi 24 mars 2018       | Julian Bugier et Thierry Ardisson                            | 189 500                   | 1,3 %                | [ 101 ]              |
| Canal+ | Isabelle Ithurburu | Samedi 31 mars 2018       | Clélie Mathias & Romain Desarbres et Nagui                   | 163 000                   | 1,1 %                | [ 102 ]              |
| Canal+ | Isabelle Ithurburu | Samedi 7 avril 2018       | Pas d'émission (week-end sport sur Canal +)                  | /                         | /                    | [ 103 ]              |
| Canal+ | Isabelle Ithurburu | Samedi 14 avril 2018      | Jules-Édouard Moustic & Benoît Delépine et Kev Adams         | 153 000                   | 1,1 %                | [ 104 ]              |
| Canal+ | Isabelle Ithurburu | Samedi 21 avril 2018      | Daniel Morin et Édouard Baer                                 | 63 500                    | 0,5 %                | [ 105 ]              |
| Canal+ | Isabelle Ithurburu | Samedi 28 avril 2018      | Victor Robert et Yann Moix                                   | 110 000                   | 0,8 %                | [ 106 ]              |
| Canal+ | Isabelle Ithurburu | Samedi 5 mai 2018         | Maxime Switek et Cyril Lignac                                | 133 000                   | 1 %                  | [ 107 ]              |
| Canal+ | Isabelle Ithurburu | Samedi 12 mai 2018        | Sophie Davant et Pierre Gasly                                | 97 500                    | 0,7 %                | [ 108 ]              |
| Canal+ | Isabelle Ithurburu | Samedi 19 mai 2018        | Fabrice Drouelle et Marie-Sophie Lacarrau                    | 115 500                   | 0,7 %                | [ 109 ]              |
| Canal+ | Isabelle Ithurburu | Samedi 26 mai 2018        | Jean-Paul Gaultier et Éric Brunet                            | 90 000                    | 0,8 %                | [ 110 ]              |
| Canal+ | Isabelle Ithurburu | Samedi 2 juin 2018        | Jean-Xavier de Lestrade et Anne-Élisabeth Lemoine            | 120 500                   | 0,9 %                | [ 111 ]              |
| Canal+ | Isabelle Ithurburu | Samedi 9 juin 2018        | Pas d'émission (Samedi rugby sur Canal +)                    | /                         | /                    | [ 112 ]              |
| Canal+ | Isabelle Ithurburu | Samedi 16 juin 2018       | Haroun et Yves Calvi                                         | 65 000                    | 0,3 %                | [ 113 ]              |
| Canal+ | Isabelle Ithurburu | Samedi 23 juin 2018       | Jonathan Cohen et Tom Villa                                  | 120 500                   | 1 %                  | [ 114 ]              |
| Canal+ | Isabelle Ithurburu | Moyennes de la saison     | Moyennes de la saison                                        | 143 000                   | 0,9 %                |                      |

Légende :
- Le plus grand nombre de téléspectateurs
- La plus haute part de marché
- Le plus bas nombre de téléspectateurs
- La plus basse part de marché

-- Audience inconnue

## Distinctions
- Dans son bilan télévisuel de la saison 2013-2014, le magazine GQ consacre Le Tube « grand gagnant », l'émission s'étant « rapidement imposé[e] parmi les meilleures émissions médias » et « couvre parfaitement l'actualité web et cathodique »[115].

- L'émission Le Tube récolte deux TV D'OR décernés par les votes des internautes du site Le Zappeur : révélation télé de l'année et meilleure animatrice pour Daphné Bürki[116].

## Fiche technique

### 2013-2015
- Producteurs : Laurent Armillei, François Bénichou
- Production éditoriale : Fabien Henrion
- Rédaction en chef : Christian Desplaces
- Réalisation : Carlos Simoes

### 2015-2016
- Producteurs : Laurent Armillei, François Bénichou, Ronan Autret
- Rédacteurs en chef : Gaël Legras, Christian Desplaces
- Réalisation : Carlos Simoes, Fred Pagèze

### 2016-2017
- Producteurs : Laurent Armillei, François Bénichou, Ronan Autret
- Rédacteurs en chef : Sylvain Thierry, Christian Desplaces
- Réalisation : Carlos Simoes, Fred Pagèze, Julien Mostade

### 2017-2018
- Producteurs : Laurent Armillei, François Bénichou, Ronan Autret
- Rédacteurs en chef : Romain Hary, Christian Desplaces
- Réalisation : Carlos Simoes, Julien Mostade